# Недешифрованный язык
Недешифрованный язык — язык, грамматика и/или лексика которого остаются непонятными при современном уровне знаний. Как правило, термин «недешифрованный язык» относится к мёртвым языкам, поскольку для живых языков существует возможность контакта с носителями и постоянного роста знаний о грамматике и лексике.
Существуют несколько категорий недешифрованных языков. Данные категории могут частично пересекаться.

## Отсутствие источников данного языка
О ряде языков имеются упоминания в исторических источниках, причём существование народности представляется достоверным, однако письменных источников языка не сохранилось, и о его принадлежности можно только догадываться. Примеры:
- Либурнийский язык — язык населения древней Либурнии (на территории современной Хорватии) — предположительно индоевропейский.
- Пеласгский язык — ещё в XIX в. сам факт существования данного языка и народа подвергался сомнению, а единственный памятник языка — Лемносская стела — не отождествлялся с пеласгами.
- Сиканский язык — язык жителей древней Сицилии, сиканов, до завоевания сикулами (известны отдельные топонимы).

## Недешифрованная письменность
Некоторые недешифрованные языки не могут быть идентифицированы из-за того, что не дешифрована их письменность. Современные методы формального анализа текстов позволяют по крайней мере определить характер письменности (слоговая, иероглифическая, алфавитная и т. д.), а также, в ряде случаев, предположить генетическую принадлежность языка (по особенностям синтаксиса и морфологии). Так, тексты библского, синайского, протоханаанейского письма, по всей вероятности, записаны семитскими языками, а тексты письменности долины Инда — дравидийским языком. Данный метод в большинстве случаев неприменим к идеографическим письменностям.

## Невозможность идентификации лексики и/или грамматики
В ряде случаев, хотя письменность полностью или частично дешифрована, язык не может быть отнесён к известной языковой семье и/или с трудом поддаётся формальному анализу. Данные языки рассматриваются как неклассифицированные языки. В крайне редких случаях можно с достаточной надёжностью установить родство одного недешифрованного языка с другим недешифрованным языком благодаря формальному анализу текстов и реконструкции грамматики.
- Мероитский язык — тексты записаны алфавитом на основе египетских иероглифов и полностью прочитаны, однако язык ни лексически, ни грамматически не может быть отождествлён с известными языками.
- Минойский язык — представлен большим количеством надписей критским письмом (частично дешифровано), кратким текстом в передаче египетскими иероглифами и несколькими надписями греческим алфавитом; вероятно, на этом же языке записан Фестский диск (не дешифрован). Надписи настолько кратки (каждая — в среднем 20-30 знаков), что до сих пор реконструированы лишь отдельные элементы минойской грамматики.
- Тирренские языки (реконструируемая семья следующих лексически и грамматически близких языков: этрусский, ретский, этеокипрский, пеласгский). Выполнены разновидностью греческого алфавита (этеокипрские надписи выполнены кипрским письмом), однако, несмотря на большое количество текстов и реконструкцию грамматики в общих чертах и даже краткие билингвы, смысл большинства текстов остаётся непонятным.
- Северопиценский язык — язык пиценов, одной из народностей древней Италии, представлен длинной надписью с непонятным смыслом (надпись известна как «стела из Новилары»).

## Языки с фрагментарными источниками
Данная категория частично пересекается с предыдущей. Речь идёт о языках, от которых сохранились перечни слов и другие источники, которые, однако, настолько скудны, что не позволяют классифицировать данные языки даже на уровне макросемьи.

### Древние языки
- Протолувийский язык (или несколько языков «народов моря») — известны главным образом по именам в хеттских и лувийских текстах
- Хаттский язык — сохранилось несколько обрядовых текстов в поздней записи (когда язык давно уже был мёртв), возможна ошибочная передача слов и даже неверное словоделение
- Банановые языки — известны по именам в шумерской передаче
- Касситский язык — известен по именам в аккадской передаче и краткому перечню слов

### Средневековые языки
- Пиктский язык — язык некельтского населения Британских островов до завоевания римлянами, позднее ассимилированного пришельцами; представлен краткими, в 1-2 слова, надписями.

### Языки Нового времени и современные
- Тасманийские языки — последние носители умерли в начале XX в., известно чуть более 100 слов, прослеживается сходство лексики с некоторыми австралийскими языками
- Многие мёртвые индейские языки, от которых сохранились краткие списки слов в записи миссионеров, возможно, неверно передающие фонетику (атакапа, калапуянские языки, комекрудские языки и др.)

### Трудно классифицируемые языки
О некоторых исчезнувших языках известно достаточно много — наборы слов и даже фразы, приблизительно известно даже их место в классификации языков, однако фрагментарность сведений не позволяет уточнить классификацию или реконструкцию грамматики:
- Древнемакедонский язык — до настоящего времени является спорным вопрос, был ли он самостоятельным палеобалканским языком, близким древнегреческому, или диалектом древнегреческого
- Мидийский язык — приблизительно относился к западноиранским языкам, возможный предок современных курдского и/или талышского языков
- Митаннийский арийский язык — приблизительно относился к индоарийским языкам
- Скифский язык — приблизительно относился к восточноиранским языкам